# Матч всех звёзд НХЛ 2012
59-й матч всех звёзд Национальной хоккейной лиги состоялся в канадской столице Оттаве 29 января 2012 года на домашней арене клуба «Оттава Сенаторз» — Скоушабэнк Плэйс. Матч прошёл формате «Сборные капитанов». Оттава впервые принимала матч звёзд.
Капитанами команд стали Здено Хара (капитан Бостон Брюинз) и Даниэль Альфредссон (капитан Оттавы Сенаторз).
В Матче всех звёзд НХЛ, «Команда Хары» обыграла «Команду Альфредссона» со счетом 12:9. Наибольший вклад в победу своей команды внес Мариан Габорик из Нью-Йорк Рейнджерс — на его счету три гола и результативная передача. Всего голы забивали 17 хоккеистов.
Главным событием звездного уикенда стал рекорд Здено Хары. Словацкий защитник поставил рекорд НХЛ по силе броска во время показательных соревнований, которые проходили в субботу. Самый высокий игрок в НХЛ пустил резиновый диск со скоростью 108,8 миль в час (175 км/ч). Предыдущий рекорд также принадлежал Харе — год назад скорость броска защитника Бостон Брюинз составила 105,9 миль в час (170 км/ч). Второе место по силе броска занял Ши Уэбер (Нэшвилл Предаторз), третье — Даниэль Альфредссон.
Другим запомнившимся моментом стал буллит в исполнении Патрика Кейна из Чикаго Блэкхокс. Кейн, облачившись в костюм Супермена, нырнул и пробросил шайбу мимо вратаря. Этот бросок принес ему победу в конкурсе буллитов — за него проголосовали 47 % зрителей. Ближайший преследователь — Кори Перри из Анахайм Дакс — набрал 29 % голосов.
Соревнование на скорость бега выиграл Карл Хагелин (Нью-Йорк Рейнджерс), который менее чем на одну десятую секунды опередил Колина Грининга (Оттава Сенаторз). В конкурсе на точность броска успех праздновал Джейми Бенн (Даллас Старз). В итоге в конкурсах победила «Команда Альфредссона».

## Голосование
Голосование проходило с 14 ноября до 5 января через сайт NHL.com, а также при помощи текстовых сообщений. Голосовать можно было до 30 раз. Всего было принято около 24 миллионов голосов. Лидером голосования стал защитник «Оттавы Сенаторз» — Эрик Карлссон, который набрал 939 951 голос. Всего из шести позиций игроки «Сенаторз» заняли четыре.
| #  | Имя                 | Позиция | Команда            | Голосов |
| -- | ------------------- | ------- | ------------------ | ------- |
| 65 | Эрик Карлссон       | З       | Оттава Сенаторз    | 939 951 |
| 11 | Даниэль Альфредссон | ПН      | Оттава Сенаторз    | 897 055 |
| 19 | Джейсон Спецца      | Ц       | Оттава Сенаторз    | 817 483 |
| 9  | Милан Михалек       | ЛН      | Оттава Сенаторз    | 743 977 |
| 30 | Тим Томас           | В       | Бостон Брюинз      | 626 540 |
| 3  | Дион Фанёф          | З       | Торонто Мейпл Лифс | 614 933 |

## Драфт
После объявления всех участников матча, игроки выбрали капитанов команд. Ими стали: капитан Бостон Брюинз, Здено Хара и Оттавы Сенаторз, Даниэль Альфредссон. Команда Альфредссона будет выступать в белой форме, а Хары в синей. Главным тренером команды Хары стал, Клод Жюльен и его ассистенты по Бостон Брюинз, а тренерами команды Альфредссона Джон Торторелла (Нью-Йорк Рейнджерс) и Тодд Маклеллан (Сан-Хосе Шаркс).
Драфт игроков состоялся 26 января. Право первого выбора получил Здено Хара, который первым выбрал Павла Дацюка. Альфредссон первым выбрал своего одноклубника и победителя голосования болельщиков, Эрика Карлссона. Лучший бомбардир лиги — Евгений Малкин был выбран в третьем раунде в команду Хары, а лучший снайпер — Стивен Стэмкос в шестом раунде в состав сборной Альфредссона. Последними ушли Джейми Бенн из «Далласа» в команду Хары и Логан Кутюр из «Шаркс» в команду Альфредссона.

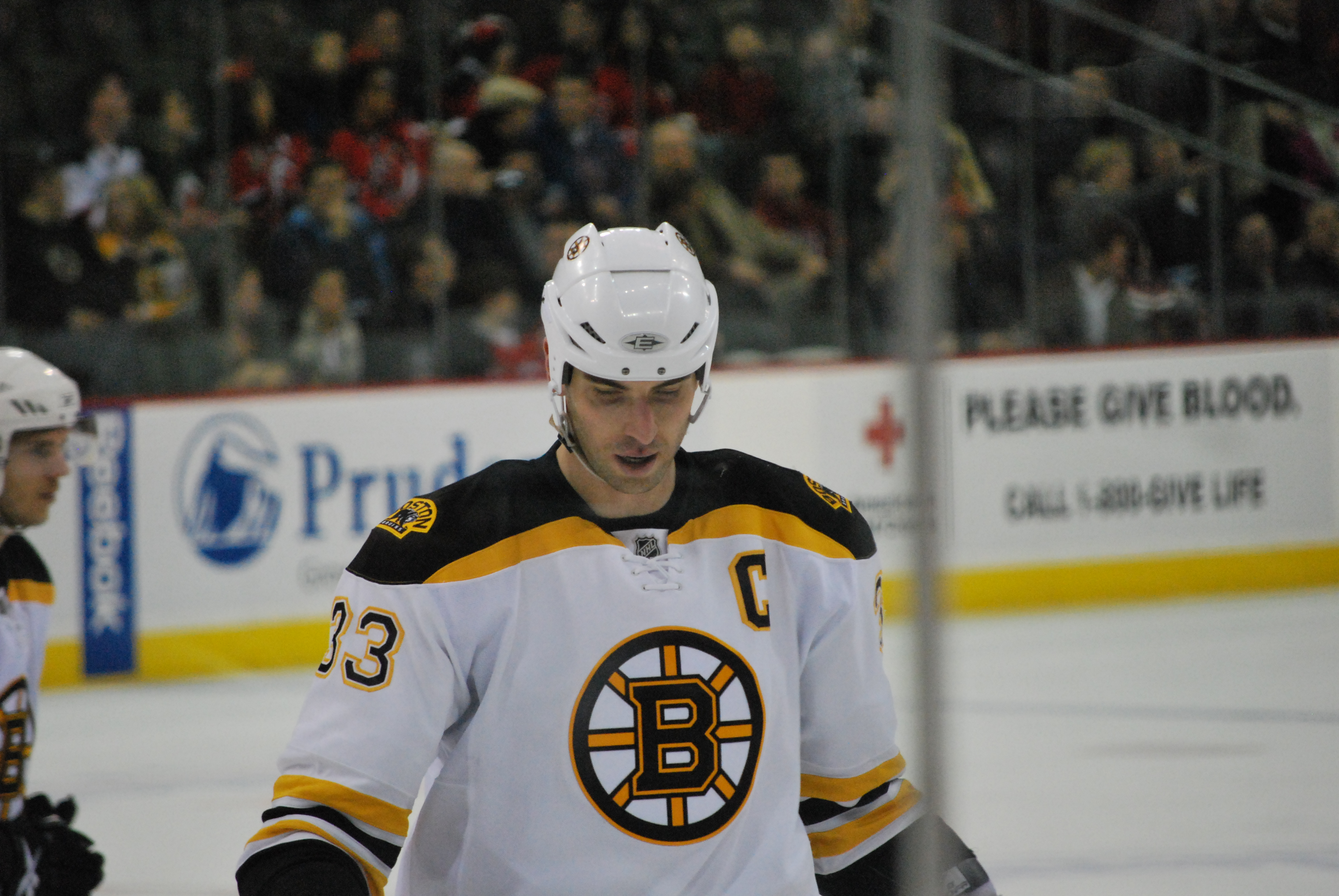
Здено Хара - капитан команды «синих»
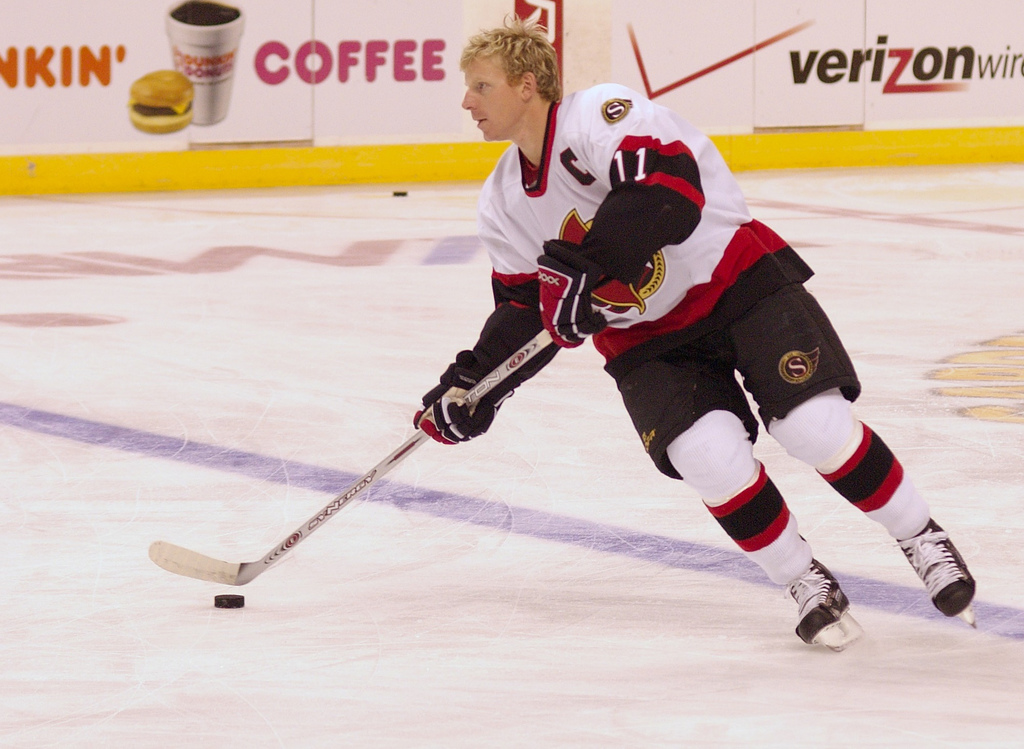
Альфредссон - капитан команды «белых»
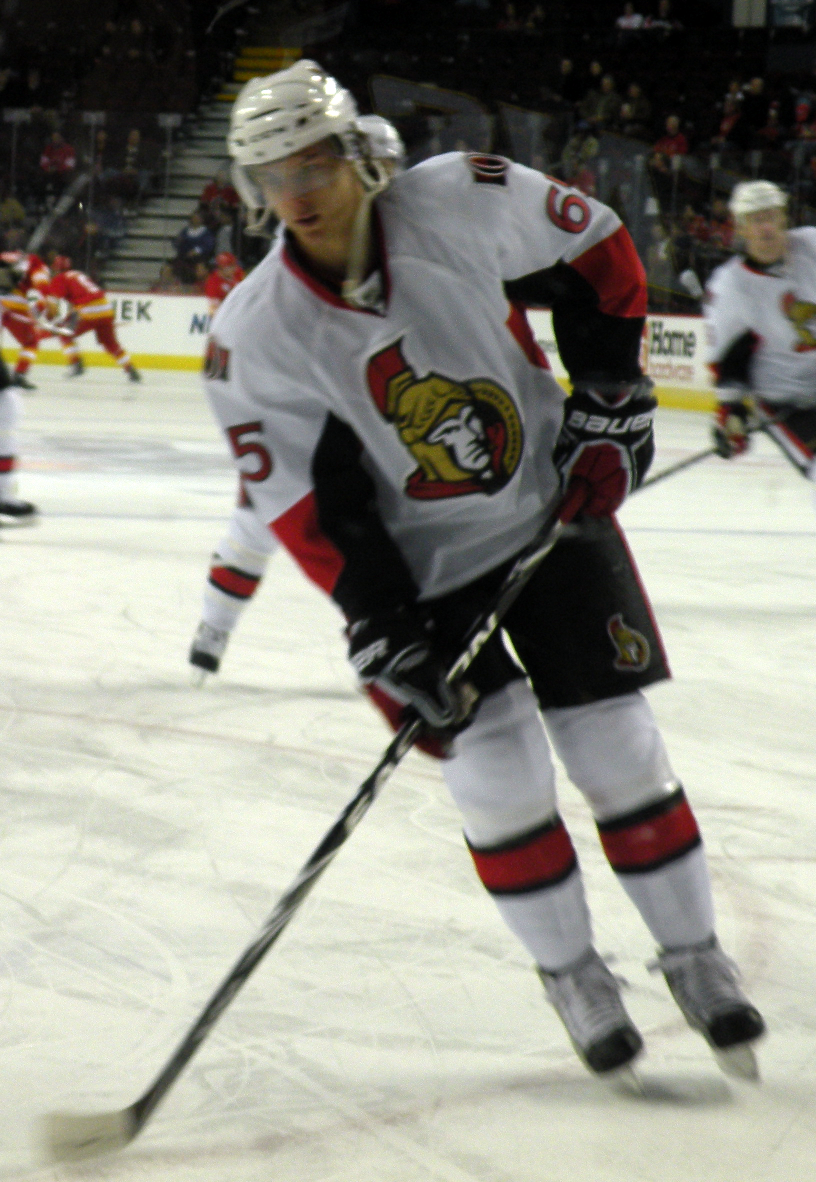
Карлссон - победитель голосования фанатов
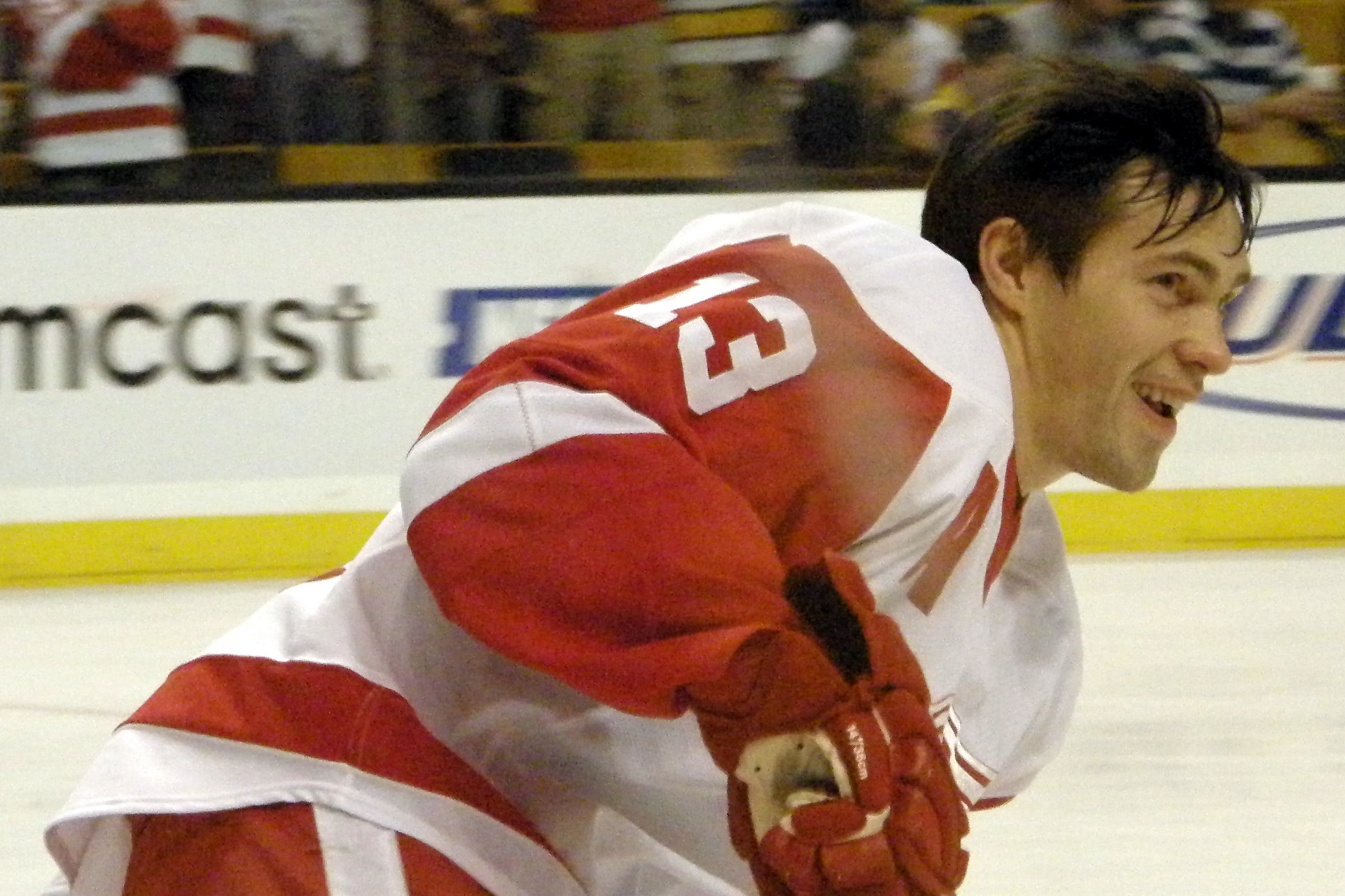
Павел Дацюк был выбран первым
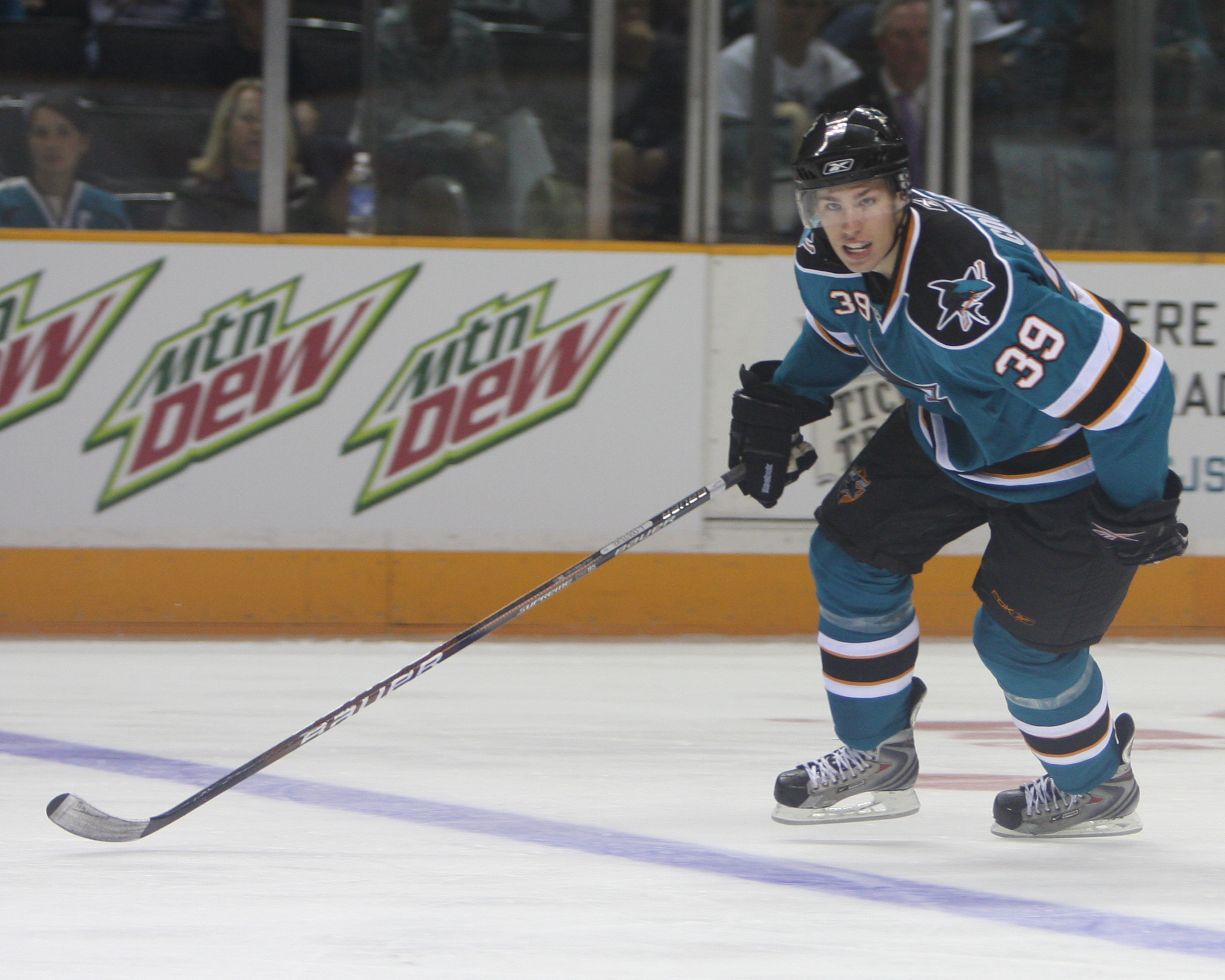
Логана Кутюра выбрали последним

| Команда Хары | Команда Хары              | Команда Хары    | Команда Хары        |
| ------------ | ------------------------- | --------------- | ------------------- |
| Вратари      |                           |                 |                     |
| Номер        | Страна                    | Имя             | Команда             |
| 30           | Соединённые Штаты Америки | Тим Томас       | Бостон Брюинз       |
| 31           | Канада                    | Кэри Прайс      | Монреаль Канадиенс  |
| 35           | Соединённые Штаты Америки | Джимми Ховард   | Детройт Ред Уингз   |
| Защитники    |                           |                 |                     |
| Номер        | Страна                    | Имя             | Команда             |
| 33           | Словакия                  | Здено Хара К    | Бостон Брюинз       |
| 44           | Финляндия                 | Киммо Тимонен   | Филадельфия Флайерз |
| 20           | Соединённые Штаты Америки | Райан Сутер     | Нэшвилл Предаторз   |
| 51           | Канада                    | Брайан Кэмпбелл | Флорида Пантерз     |
| 3            | Канада                    | Дион Фанёф      | Торонто Мейпл Лифс  |
| 6            | Канада                    | Деннис Уайдман  | Вашингтон Кэпиталз  |
| Нападающие   |                           |                 |                     |
| Номер        | Страна                    | Имя             | Команда             |
| 19           | Канада                    | Джоффри Лупул А | Торонто Мейпл Лифс  |
| 13           | Россия                    | Павел Дацюк     | Детройт Ред Уингз   |
| 71           | Россия                    | Евгений Малкин  | Питтсбург Пингвинз  |
| 81           | Словакия                  | Мариан Хосса    | Чикаго Блэкхокс     |
| 10           | Канада                    | Кори Перри      | Анахайм Дакс        |
| 81           | Соединённые Штаты Америки | Фил Кэссел      | Торонто Мейпл Лифс  |
| 88           | Соединённые Штаты Америки | Патрик Кейн     | Чикаго Блэкхокс     |
| 12           | Канада                    | Джером Игинла   | Калгари Флеймз      |
| 10           | Словакия                  | Мариан Габорик  | Нью-Йорк Рейнджерс  |
| 14           | Канада                    | Джордан Эберле  | Эдмонтон Ойлерз     |
| 19           | Канада                    | Тайлер Сегин    | Бостон Брюинз       |
| 14           | Канада                    | Джейми Бенн     | Даллас Старз        |

| Команда Альфредссона | Команда Альфредссона      | Команда Альфредссона  | Команда Альфредссона |
| -------------------- | ------------------------- | --------------------- | -------------------- |
| Вратари              |                           |                       |                      |
| Номер                | Страна                    | Имя                   | Команда              |
| 30                   | Швеция                    | Хенрик Лундквист А    | Нью-Йорк Рейнджерс   |
| 32                   | Соединённые Штаты Америки | Джонатан Куик         | Лос-Анджелес Кингз   |
| 1                    | Канада                    | Брайан Эллиотт        | Сент-Луис Блюз       |
| Защитники            |                           |                       |                      |
| Номер                | Страна                    | Имя                   | Команда              |
| 65                   | Швеция                    | Эрик Карлссон         | Оттава Сенаторз      |
| 58                   | Канада                    | Крис Летанг           | Питтсбург Пингвинз   |
| 6                    | Канада                    | Ши Уэбер              | Нэшвилл Предаторз    |
| 5                    | Канада                    | Даниэль Жирарди       | Нью-Йорк Рейнджерс   |
| 3                    | Соединённые Штаты Америки | Кит Яндл              | Финикс Койотис       |
| 23                   | Швеция                    | Александр Эдлер       | Ванкувер Кэнакс      |
| Нападающие           |                           |                       |                      |
| Номер                | Страна                    | Имя                   | Команда              |
| 11                   | Швеция                    | Даниэль Альфредссон К | Оттава Сенаторз      |
| 19                   | Канада                    | Джейсон Спецца        | Оттава Сенаторз      |
| 28                   | Канада                    | Клод Жиру             | Филадельфия Флайерз  |
| 91                   | Канада                    | Стивен Стэмкос        | Тампа-Бэй Лайтнинг   |
| 22                   | Швеция                    | Даниэль Седин         | Ванкувер Кэнакс      |
| 9                    | Чехия                     | Милан Михалек         | Оттава Сенаторз      |
| 33                   | Швеция                    | Хенрик Седин          | Ванкувер Кэнакс      |
| 18                   | Канада                    | Джеймс Нил            | Питтсбург Пингвинз   |
| 91                   | Канада                    | Джон Таварес          | Нью-Йорк Айлендерс   |
| 19                   | Канада                    | Скотт Хартнелл        | Филадельфия Флайерз  |
| 29                   | Канада                    | Джейсон Поминвилль    | Баффало Сейбрз       |
| 19                   | Канада                    | Логан Кутюр           | Сан-Хосе Шаркс       |

### Составы новичков
| Команда Хары | Команда Хары | Команда Хары       | Команда Хары         |
| Номер        | Страна       | Имя                | Команда              |
| ------------ | ------------ | ------------------ | -------------------- |
| 72           | Канада       | Люк Адам           | Баффало Сейбрз       |
| 61           | Швейцария    | Рафаэль Диас       | Монреаль Канадиенс   |
| 14           | Канада       | Колин Грининг      | Оттава Сенаторз      |
| 9            | Канада       | Коди Ходжсон       | Ванкувер Кэнакс      |
| 19           | Канада       | Райан Джохансен    | Коламбус Блю Джекетс |
| 92           | Швеция       | Габриэль Ландеског | Колорадо Эвеланш     |

| Команда Альфредссона | Команда Альфредссона      | Команда Альфредссона | Команда Альфредссона |
| Номер                | Страна                    | Имя                  | Команда              |
| -------------------- | ------------------------- | -------------------- | -------------------- |
| 14                   | Канада                    | Шон Кутюрье          | Филадельфия Флайерз  |
| 28                   | Соединённые Штаты Америки | Джастин Фолк         | Каролина Харрикейнз  |
| 62                   | Швеция                    | Карл Хагелин         | Нью-Йорк Рейнджерс   |
| 28                   | Канада                    | Ник Джонсон          | Миннесота Уайлд      |
| 24                   | Канада                    | Мэтт Рид             | Филадельфия Флайерз  |
| 15                   | Соединённые Штаты Америки | Крэйг Смит           | Нэшвилл Предаторз    |

## Конкурсы «Суперскиллз»

### 1. Забеги на скорость
Участники:
Брайан Кэмпбелл, Джимми Ховард, Колин Грининг, Фил Кэссел, Мариан Хосса, (Команда Хары) 

Крис Летанг, Джонатан Куик, Карл Хагелин, Кит Яндл, Эрик Карлссон, (Команда Альфредссона)

Победитель: Карл Хагелин (Команда Альфредссона) — 13,218 сек. 
Счёт: 2-4 в пользу команды Альфредссона

### 2. Выходы один на один
Участники: Райан Джохансен, Патрик Кейн, Кори Перри, Вратарь: Кэри Прайс (Команда Хары) 
Шон Кутюрье, Джон Таварес, Логан Кутюр, Вратарь: Брайан Эллиотт (Команда Альфредссона)

Победитель: Патрик Кейн (Команда Хары) — 47%  
Счёт: 3-4 в пользу команды Альфредссона

### 3. Броски на точность
Участники: Коди Ходжсон, Тайлер Сегин, Джейми Бенн, Мариан Хосса, Подающие: Фил Кэссел, Райан Сутер, Джордан Эберле, Брайан Кэмпбелл (Команда Хары) 
Мэтт Рид, Джейсон Спецца, Стивен Стэмкос, Даниэль Седин, Подающие: Александр Эдлер, Даниэль Жирарди, Клод Жиру, Хенрик Седин (Команда Альфредссона)

Победитель: Джейми Бенн (Команда Хары) — 10,208 сек. 
Счёт: ничья 6-6

### 4. Эстафеты мастерства
Участники: 
Группа 1: Райан Сутер, Деннис Уайдман, Джером Игинла, Джоффри Лупул, Патрик Кейн, Павел Дацюк, Габриэль Ландеског, Мариан Габорик (Команда Хары) 
Группа 2: Джордан Эберле, Дион Фанёф, Здено Хара, Джейми Бенн, Киммо Тимонен, Рафаэль Диаз, Евгений Малкин, Фил Кэссел (Команда Хары) 
Группа 1: Ник Джонсон, Ши Уэбер, Крис Летанг, Стивен Стэмкос, Хенрик Седин, Милан Михалек, Логан Кутюр, Джеймс Нил (Команда Альфредссона) 
Группа 2: Александр Эдлер, Кит Яндл, Скотт Хартнелл, Джон Таварес, Даниэль Седин, Крейг Смит, Клод Жиру, Джейсон Поминвилль (Команда Альфредссона)

Победитель: Команда Альфредссона — 2 мин. 08 сек.  
Счёт: 6-9 в пользу команды Альфредссона

### 5. Броски на силу
Участники: Люк Адам, Деннис Уайдман, Дион Фанёф, Здено Хара, (Команда Хары) 
 Джастин Фолк, Даниэль Альфредссон, Джейсон Спецца, Ши Уэбер (Команда Альфредссона)

Победитель: Здено Хара (Команда Хары) — 107 миль/час в финале (108.8 миль/час на предварительном этапе — Новый рекорд.) 
Счёт: 9-11 в пользу команды Альфредссона

### 6. Буллиты на выбывание
Участники: Колин Грининг, Павел Дацюк, Евгений Малкин, Кори Перри, Тайлер Сегин, Мариан Габорик, Патрик Кейн, Джером Игинла, Джейми Бенн, Джоффри Лупул, Киммо Тимонен, Райан Сутер (Команда Хары) 
Карл Хагелин, Стивен Стэмкос, Джон Таварес, Джейсон Спецца, Клод Жиру, Даниэль Альфредссон, Джеймс Нил, Милан Михалек, Джейсон Поминвилль, Крис Летанг, Эрик Карлссон, Даниэль Седин (Команда Альфредссона)

Победитель: Стивен Стэмкос (Команда Альфредссона) — 3 из 3.
Итоговый счёт: 12-21 в пользу команды Альфредссона

## Отчёт о матче
| 29 января 2012 | \| Команда Хары \| 12 : 9 (3:3, 3:3, 6:3) \| Команда Альфредссона \| \| Габорик (Дацюк) - 04:34 Малкин (Игинла) - 05:38 Габорик (Хосса, Сутер) - 10:09 Габорик (Хосса, Дацюк) - 21:23 Лупул (Кэссел) - 23:33 Кейн (Эберле) - 38:28 Кэссел (Кемпбэлл) - 44:21 Игинла (Малкин, Перри) - 47:45 Хосса (Дацюк) - 52:04 Хара (Габорик) - 52:20 Перри (Игинла, Уайдман) - 53:26 Лупул (Сегин, Кэссел) - 55:33 \| Голы \| 10:36 - Спецца (Жирарди, Михалек) 12:51 - Х. Седин (Хартнелл, Летанг) 13:49 - Таварес (Поминвилль, Яндл) 27:17 - Поминвилль (Нил, Стэмкос) 34:33 - Альфредссон 36:04 - Альфредссон (Д. Седин, Х. Седин) 45:21 - Михалек (Таварес, Спецца) 49:40 - Жиру (Хартнелл, Кутюр) 54:20 Д. Седин (Х. Седин, Альфредссон) \| | Скоушабэнк Плэйс - Оттава |
| Команда Хары | 12 : 9 (3:3, 3:3, 6:3) | Команда Альфредссона |
| Габорик (Дацюк) - 04:34 Малкин (Игинла) - 05:38 Габорик (Хосса, Сутер) - 10:09 Габорик (Хосса, Дацюк) - 21:23 Лупул (Кэссел) - 23:33 Кейн (Эберле) - 38:28 Кэссел (Кемпбэлл) - 44:21 Игинла (Малкин, Перри) - 47:45 Хосса (Дацюк) - 52:04 Хара (Габорик) - 52:20 Перри (Игинла, Уайдман) - 53:26 Лупул (Сегин, Кэссел) - 55:33 | Голы | 10:36 - Спецца (Жирарди, Михалек) 12:51 - Х. Седин (Хартнелл, Летанг) 13:49 - Таварес (Поминвилль, Яндл) 27:17 - Поминвилль (Нил, Стэмкос) 34:33 - Альфредссон 36:04 - Альфредссон (Д. Седин, Х. Седин) 45:21 - Михалек (Таварес, Спецца) 49:40 - Жиру (Хартнелл, Кутюр) 54:20 Д. Седин (Х. Седин, Альфредссон) |

| Команда Хары | 12 : 9 (3:3, 3:3, 6:3) | Команда Альфредссона |
| Габорик (Дацюк) - 04:34 Малкин (Игинла) - 05:38 Габорик (Хосса, Сутер) - 10:09 Габорик (Хосса, Дацюк) - 21:23 Лупул (Кэссел) - 23:33 Кейн (Эберле) - 38:28 Кэссел (Кемпбэлл) - 44:21 Игинла (Малкин, Перри) - 47:45 Хосса (Дацюк) - 52:04 Хара (Габорик) - 52:20 Перри (Игинла, Уайдман) - 53:26 Лупул (Сегин, Кэссел) - 55:33 | Голы                   | 10:36 - Спецца (Жирарди, Михалек) 12:51 - Х. Седин (Хартнелл, Летанг) 13:49 - Таварес (Поминвилль, Яндл) 27:17 - Поминвилль (Нил, Стэмкос) 34:33 - Альфредссон 36:04 - Альфредссон (Д. Седин, Х. Седин) 45:21 - Михалек (Таварес, Спецца) 49:40 - Жиру (Хартнелл, Кутюр) 54:20 Д. Седин (Х. Седин, Альфредссон) |